# 高潮 (1956年)
高潮（1956年—），男，高级经济师，大专毕业，曾任北京国安足球俱乐部总经理，北京球迷称他为“二大爷”。就任北京国安足球俱乐部总经理之前，曾经在中国银行北京分行信贷处、中国银行总行信贷处任职。此外，他还是北京高潮投资顾问有限公司董事长、北京高潮文化传播有限公司董事长，曾经是中信国安集团独立董事，还曾担任中信国安集团董事长李士林的助理。
2009年底，时任北京国安足球俱乐部总经理李小明因身体原因向俱乐部辞职，高潮在2010年初接替他出任总经理。但是由于董事法的限定，此时身为中信国安集团独立董事的高潮无法行使实权，所以正式的任命迟迟没有公布。